# Daniel Robbins
Daniel Robbins es el fundador de la distribución de Linux Gentoo. Ha escrito varios artículos para IBM developerWorks y trabajado para Microsoft.
Durante su estancia en Gentoo Linux, Daniel contrajo una deuda de 40.000 dólares. A causa de esta deuda y porque deseaba pasar más tiempo con su familia, el 26 de abril de 2004 anunció que dejaba su puesto de desarrollador jefe de Gentoo. Desde ese momento la propiedad intelectual sobre Gentoo pasó a manos de la Gentoo Foundation.
Desde el 13 de junio de 2005 hasta el 9 de enero de 2006 trabajó para Microsoft. Este hecho sorprendió a gran parte de la comunidad del software de código abierto y del software libre, pero él la justificó diciendo que pretendía "ayudar a Microsoft a entender el software libre y los proyectos basados en la comunidad". El 9 de enero de 2006 Daniel comunicó a Microsoft su deseo de dejar la empresa para volver a Albuquerque (Nuevo México), donde actualmente trabaja en ABC Coding Solutions.
En 2007, Daniel Robbins volvió a Gentoo para colaborar en el desarrollo. Ese mismo mes abandonó el proyecto por graves desavenencias. Actualmente trabaja en Funtoo, una versión de Gentoo a su gusto.
- Datos: Q2517771